# Demonax himalayanus
Demonax himalayanus là một loài bọ cánh cứng trong họ Cerambycidae.